# 石川操
石川 操（いしかわ みさお、1922年5月2日 - 1999年1月6日）は、日本の経営者、銀行家。茨城県水戸市出身。

## 経歴
1940年に水戸商業学校を卒業し、1942年に常陽銀行に入行。1969年10月に取締役、1974年11月に常務、1981年6月に専務を経て、1986年7月には常陽銀行副頭取に就任。1988年7月に取締役相談役を経て、1989年6月には相談役に退いた
1999年1月6日肺炎のために死去。76歳没。